# Jean-Jacques Servan-Schreiber
Jean-Jacques Servan-Schreiber (París, 13 de febrero de 1924-Fécamp, 7 de noviembre de 2006), conocido por sus iniciales JJSS, fue un periodista, ensayista y político francés.

## Juventud
Originario de una influyente familia, Jean-Jacques Servan-Schreiber era el primogénito de Émile Servan-Schreiber, codirector del diario Les Échos, y de Denise Brésard. Desde muy joven se mostró interesado por las reuniones sociales a las que su padre lo llevaba, en donde trató a personalidades como el ministro Raoul Dautry. Estudió en el Lycée Janson de Sailly de París. Accedió a la École polytechnique, uno de los centros más prestigiosos de Francia, en 1943, y se unió, junto a su padre, a Charles de Gaulle. Se formó como piloto de caza con el Ejército de los Estados Unidos en Alabama, aunque no llegó a entrar en combate. Tras terminar sus estudios al acabar la Segunda Guerra Mundial, no ejercerá nunca su profesión de ingeniero.
Apasionado por la ciencia y la política, Jean-Jacques Servan-Schreiber se interesó por la escritura y el periodismo. Escritor brillante, el propio Hubert Beuve-Méry lo contrató para trabajar en Le Monde y a los veinticinco años era editorialista en temas de política internacional. Su profundo conocimiento de los Estados Unidos le permitió especializarse en lo relacionado con la guerra fría.
Su primer matrimonio terminó en divorcio. Le sobrevivieron su segunda esposa y sus cuatro hijos.

## Fundador deL'Expressa los 29 años
Siendo consciente desde mucho antes que la clase política francesa de que la descolonización era inevitable y necesaria, escribe una serie de artículos acerca del conflicto en Indochina. Debido a ello conocerá a Pierre Mendès France, diputado de Eure y vehemente opositor a la continuación del esfuerzo militar francés en Indochina. Este encuentro cambiará su vida.
Considerando que Mendès France es el único político capaz de sacar a Francia de la mediocridad política en la que la Cuarta República está sumida, JJSS funda en 1953 el periódico L'Express junto a la periodista Françoise Giroud. Su objetivo es crear un periódico generalista, en el que, sin embargo, manifiestan su deseo de conducir a Pierre Mendès France al poder. A pesar de unos difíciles comienzos, L'Express pronto pasará a ser el periódico más innovador, referencia tanto de los jóvenes como de los intelectuales.
Con sólo 30 años, Jean-Jacques Servan-Schreiber dirige su propio periódico, en el que colaborarán Albert Camus, Jean-Paul Sartre, André Malraux y François Mauriac. Junto a secuestros y censuras, el éxito de L'Express es creciente. Tras un año de existencia, el objetivo inicial está alcanzado, ya que Mendès France, tras el desastre de Dien Bien Phu, alcanza la Presidencia del Gobierno. JJSS pasa a ser uno de sus consejeros en la sombra, y será determinante en el hecho de que su amigo François Mitterrand pase a ocupar el Ministerio de Interior.
Cercano tanto a François Mitterrand como a Valéry Giscard d'Estaing, al que había conocido en la Politécnica, JJSS es un editorialista vehemente e influyente. Al iniciarse los acontecimientos de Argelia, JJSS y L'Express luchan de nuevo contra los abusos del Ejército Francés y contra una guerra colonial que ni siquiera se nombra como tal. Debido a su condición de teniente, se le moviliza a las órdenes del general Jacques Pâris de Bollardière, el único general francés que rechazó la tortura al dejar su puesto de mando. De su experiencia argelina, JJSS sacará su primera obra "Teniente en Argelia" por la que será acusado de atentar contra la moral del ejército.
A finales de los años 1950, la fama de L'Express trasciende las fronteras francesas. Su compromiso reformador le lleva a que el senador estadounidense John Kennedy, muy interesado en los temas relacionados con la descolonización en general y con el caso de Argelia en particular, contacte con el periódico. L'Express será el primer periódico europeo que dedicará su portada a John Kennedy en 1957. Más adelante, Kennedy preparará su visita oficial a Francia contactando con Mendès France y JJSS para saber cuál era la postura respecto a él del General de Gaulle.
JJSS y Kennedy se encontrarán por última vez a principios del año 1963 en la Casa Blanca. JJSS hará entrega al presidente estadounidense de un libro de Jules Roy acerca del conflicto en Indochina. Su objetivo era prevenir al Presidente sobre los riesgos de un enquistamiento de la situación en Vietnam. JJSS mantendrá siempre excelentes relaciones con la familia Kennedy, de la que esperaba quizás copiar el modelo para su propia familia. Quizás por ello François Mauriac le apodó "Kennedillon".
Opuesto al retorno del General De Gaulle en 1958, JJSS ve cómo su periódico pierde tirada a principios de los años 1960. Es además un período de grandes cambios. Tras una disputa familiar, los Servan-Schreiber pierden el control de Les Échos y JJSS se pelea con su mentor, Mendès France. Se divorcia de su primera esposa Madeleine Chapsal y se separa de su amante Françoise Giroud para casarse con Sabine Becq de Fouquières, con la que tendrá cuatro hijos.
En 1964, JJSS decide, tras un estudio encargado a su hermano Jean-Louis Servan-Schreiber, transformar su diario en una revista semanal siguiendo el modelo de Time Magazine y de Der Spiegel. Vuelve a acertar de lleno, y L'Express despega de nuevo y se hace más generalista: nuevas tecnologías, liberación de la mujer... L'Express se convierte en el reflejo de los cambios de la sociedad francesa y su tirada aumenta semana a semana.

## El éxito deEl desafío americano
Jean-Jacques Servan-Schreiber resulta ser a mediados de los años 1960 un empresario periodístico de éxito y un editorialista político siempre preparado a acoger nuevas ideas. Debido a sus brillantes análisis y síntesis, consigue atraer a las mentes más ilustres de su generación. L'Express fue el principal órgano de oposición al General de Gaulle y contaba entre sus colaboradores a los líderes de opinión posteriores más importantes: Claude Imbert, Jean-François Kahn, Catherine Nay, Michèle Cotta o Ivan Levaï.
Cada vez más antigaullista y convencido de que el viejo general ya no es el hombre que necesita una Francia moderna, JJSS no se resigna a ser un mero observador político. Y, sin embargo, tiene influencia en los medios de izquierdas. Por ejemplo, trata de forzar a su amigo Gaston Defferre para que se presente a las elecciones presidenciales de 1965. Sin embargo, esta campaña será un fiasco. Sigue con interés después la formación de la FGDS, creada con el objetivo de reunir en una única estructura a toda la izquierda no comunista alrededor de Mitterrand y de Mendès France. Pero JJSS es ante todo un agitador de ideas. Cree que sus editoriales no bastan para despertar a sus conciudadanos acerca de los desafíos que Francia debe afrontar en el futuro. Se plantea una posible entrada en la política activa.
En esa época conocerá a Michel Albert, que trabaja en Bruselas para el Mercado Común. Este le proporcionará una enorme documentación y una gran cantidad de informes económicos que Servan-Schreiber utilizará cada vez más en sus editoriales. Uno de ellos le impresiona especialmente: entre los Estados Unidos y Europa se estaría llevando a cabo una guerra económica silenciosa en la que Europa estaría totalmente superada, tanto a nivel de los modernos métodos de gestión como en cuanto a equipamiento tecnológico y capacidad de investigación. Servan-Schreiber encuentra en ese informe la trama de fondo que le servirá para elaborar un libro impactante. Pero aporta también claves de lectura y propuestas concretas para una contraofensiva. Su libro El desafío americano, publicado en 1967, sigue siendo hoy en día el mayor éxito editorial en Francia en libros de ensayo político. El libro se tradujo a quince idiomas, entre los que se encontraba el español, vendió millones de ejemplares en todo el mundo y se considera un brillante ensayo.
Recibe invitaciones de toda Francia y de Europa. Llena los auditorios y empieza a preconizar una Europa federal con una moneda común y una descentralización en Francia.
La dimisión del General de Gaulle en 1969 le convence de que hay un lugar para él en la renovación política que necesita el país. Pasa a ser Secretario General del Partido Republicano Radical y Radical Socialista en octubre de 1969 y entra de lleno en la arena política.

## Una carrera política contrastada
En 1962, JJSS había dado sus primeros pasos en política en su amado Pays de Caux. Se había presentado a las elecciones legislativas, pero había sido derrotado por Roger Fossé que luego llegó a ser presidente del Consejo Regional de Alta Normandía.
Coautor junto a Michel Albert del Manifiesto radical en 1970, Jean-Jacques Servan-Schreiber es un político atípico. Su carrera está hecha de grandes luchas vanguardistas en una Francia sociológicamente conservadora. Luchará en favor de la descentralización, de la regionalización, contra el programa Concorde para concentrar esfuerzos en el Airbus, económicamente más rentable, contra los ensayos nucleares, a favor de una progresividad más justa en el impuesto sobre la renta, por la informatización.
Sus posiciones estaban cercanas a las de los socialdemócratas suecos. De hecho, se entrevistó con el primer ministro sueco Tage Erlander y con su sucesor Olof Palme. Tanto François Mitterrand en la SFIO como Michel Rocard en el PSU sitúan a la izquierda no comunista francesa en 1969-70 lejos de la socialdemocracia europea y con un discurso cercano al marxismo. JJSS aporta un estilo nuevo al panorama político francés. Sin embargo, hay que situarlo claramente en el centro-izquierda, ya que denuncia una economía que está "tratando al ser humano con la ley que aplica a todas las demás cosas: la ley de la rentabilidad. Y de ese modo nos está mutilando" escribe.
En junio de 1970, Roger Souchal, diputado por la UDR por Nancy norte, en Meurthe-et-Moselle, dimite a causa del trazado de una autopista que él cree demasiado favorable a la ciudad de Metz. Souchal piensa que obtendrá la reelección sin grandes esfuerzos. Sin embargo, a instancias del director local del periódico L'Est républicain y de varias personalidades de la ciudad de Nancy, Servan-Schreiber decide presentarse. El éxito parece imposible, sobre todo teniendo en cuenta que se trata de un parisino "cunero" contra el político local, héroe de la Resistencia. No obstante, los habitantes de Nancy parecen sentirse halagados por el hecho de que un personaje de tanta influencia se interese por Lorena. JJSS inicia una campaña muy novedosa, haciendo valer su influencia mediática. Consigue un gran éxito, puesto que a pesar de tener a todos los partidos de izquierda y de derecha en su contra, obtiene la primera posición en la primera vuelta. En una segunda con tres candidatos (el candidato comunista] decidió mantenerse) logra un 55 % de los votos. Esta victoria es un golpe de efecto de cara a toda la clase política francesa.
El 20 de septiembre del mismo año, se presenta por la alcaldía de Burdeos contra Jacques Chaban-Delmas. Deseoso de minar a la mayoría UDR y al primer ministro, echará de menos el apoyo de la izquierda. A pesar de que François Mitterrand convence a Robert Badinter para que no se presente, JJSS se encontrará solo en la pelea. Su rotundo fracaso en Burdeos afectará mucho a su futuro político. Sin embargo, consigue salir reelegido en Nancy en 1973, pero en 1978, el Consejo Constitucional invalida su elección y pierde la parcial contra el socialista Yvon Tondon.
A nivel nacional, Servan-Schreiber rechaza cualquier posibilidad de pacto con el Partido Comunista de Georges Marchais y por esa razón no puede pactar con François Mitterrand. Su estrategia centrista, marcada por la creación de una coalición con el Centro Democrático y algunas pequeñas formaciones de centro-izquierda dentro del Movimiento Reformador, nunca llegará a funcionar e irá rompiendo poco a poco el Partido Republicano Radical y Radical Socialista del que había pasado a ser presidente en 1971.
JJSS era un brillante orador, con una real capacidad para convencer. Trataba de llevar el debate público hacia temas novedosos, contra lo que él llamaba el "Estado-UDR", es decir, la ocupación por parte de los gaullistas de todo el aparato político francés. Mal negociador, nunca llegará a entrar en los juegos del poder para lograr un papel. Durante un breve período de 13 días será Ministro francés de Reformas, pero Jacques Chirac, que le apoda "el bufón" debido a su oposición a que Francia vuelva por el camino de los ensayos nucleares, decide deshacerse de él. No obstante, consigue ser elegido presidente del Consejo Regional de Lorena entre 1976 y 1978, derrotando a Pierre Mesmer.
Cansado de dirigir cada día L'Express, del que se había servido mucho para financiar su carrera política y para difundir sus ideas, decide venderlo en 1977 al empresario Jimmy Goldsmith. Sin este importante apoyo, su carrera política decae a gran velocidad. Es, a pesar de todo, uno de los fundadores de la Unión por la Democracia Francesa, que quería ayudar al presidente Giscard d'Estaing a frenar la escalada de Jacques Chirac en las elecciones legislativas de 1978. Pero tras ocho años en ejercicio pierde su acta de diputado por Nancy.
En 1979, JJSS deja el Partido Republicano Radical y Radical Socialista, al llegar las elecciones al Parlamento Europeo, y presentó junto a Françoise Giroud la lista "Empleo, Igualdad, Europa", que sólo obtuvo el 1,84 % de los votos. Tras este último fracaso, Jean-Jacques Servan-Schreiber decide terminar su carrera política.
Desde el punto de vista financiero, acaba prácticamente arruinado. Gastó por completo la fortuna obtenida por la venta de L'Express en sus últimas campañas. Para Servan-Schreiber, el dinero sólo era un medio para ayudarle a animar el debate intelectual. Hombre apresurado y visionario, sentía poco aprecio por el arte, la música o la gastronomía. Sin embargo, dedicaba mucho tiempo a sus cuatro hijos.

## El 'visitante nocturno'
JJSS escribe en 1980 un segundo libro de éxito, El desafío mundial, dedicado en parte al despegue tecnológico de Japón debido a la informatización. Utiliza entonces su influencia sobre Gaston Defferre para convencer a Mitterrand de que cree un instituto de informatización de Francia. Será el Centro Mundial de Informática y Recursos Humanos dirigido en el momento de su creación por Nicolas Negroponte y Seymour Papert. JJSS es, al igual que lo había sido con Mendès France y Giscard d'Estaing, un consejero en la sombra del presidente, un desvelador e incluso se dice que un "visitante nocturno".
A pesar de la llegada a París de varios grandes investigadores informáticos y de algunos éxitos en el terreno educativo y agrícola, el Centro informático es un pozo de dinero sin fondo, lo que se refleja en un informe del Tribunal de Cuentas, y se cerrará en 1985. Sin embargo, permitió a una generación de jóvenes franceses apasionarse desde el primer momento por la informática. Algunos llegaron a ser brillantes investigadores e ingenieros. JJSS se traslada entonces a Estados Unidos con sus cuatro hijos para que éstos se formen en la Universidad Carnegie Mellon de Pittsburgh, lugar privilegiado en investigación informática y en ciencias neurocognitivas. Será director de relaciones internacionales de dicha Universidad y dará allí clases de "reflexión estratégica" antes de volver a Francia. A la vez, redacta dos tomos de memorias que aparecen en 1991 y 1993.
Atacado por una degeneración neurológica que afectaba a la memoria, JJSS escribe su último artículo en 1996 antes de abandonar la primera línea de la actualidad. A pesar de todo, pudo asistir en abril de 2001 a la difusión pública de un documental, aún inédito en Francia, acerca del General de Bollardière. El reconocimiento al valor ejemplar de su antiguo compañero de armas fue su último compromiso. Hará una última aparición pública en enero de 2003 en el entierro de Françoise Giroud.
En los meses anteriores a su muerte, vivió en Neuilly sur Seine junto a su esposa Sabine. Siguiendo sus deseos, sus hijos tomaron el relevo. David, su primogénito, es un reconocido neuropsicólogo y autor de un libro que ha tenido un enorme éxito, Curar el estrés y la depresión, sin medicamentos ni psicoanálisis que se ha acercado a los 700.000 ejemplares vendidos.

## Honras Fúnebres
- www.servan-schreiber.com/jjss Compilación de las necrológicas pronunciadas por Valéry Giscard d'Estaing, Robert Badinter, Michèle Cotta, y su familia.